# Riksdagen 1964
Riksdagen 1964 ägde rum i Stockholm.
Riksdagens kamrar sammanträdde i riksdagshuset den 10 januari 1964. Riksdagsarbetet inleddes ceremoniellt genom riksdagens högtidliga öppnande i rikssalen på Stockholms slott den 11 januari. Första kammarens talman var Gustaf Sundelin (FP), andra kammarens talman var Fridolf Thapper (S). Riksdagen avslutades i första kammaren den 16 december och i andra kammaren den 17 december 1964.